# Britt Assombalonga
Britt Curtis Assombalonga, né le 6 décembre 1992 à Kinshasa, est un footballeur congolo-anglais qui représente l'équipe de la République démocratique du Congo au niveau international. Il évolue au poste d'attaquant.

## Biographie
Assambalonga est né au Zaïre (nom porté par la République démocratique du Congo de 1971 à 1997) mais sa famille a déménagé à Londres quand il était âgé de huit mois.
Il a grandi à Swiss Cottage, dans le borough londonien de Camden. Il est allé à l'école Whitefield (en) et est le fils de Fedor Assombalonga, un ancien footballeur international zaïrois.

### Watford FC

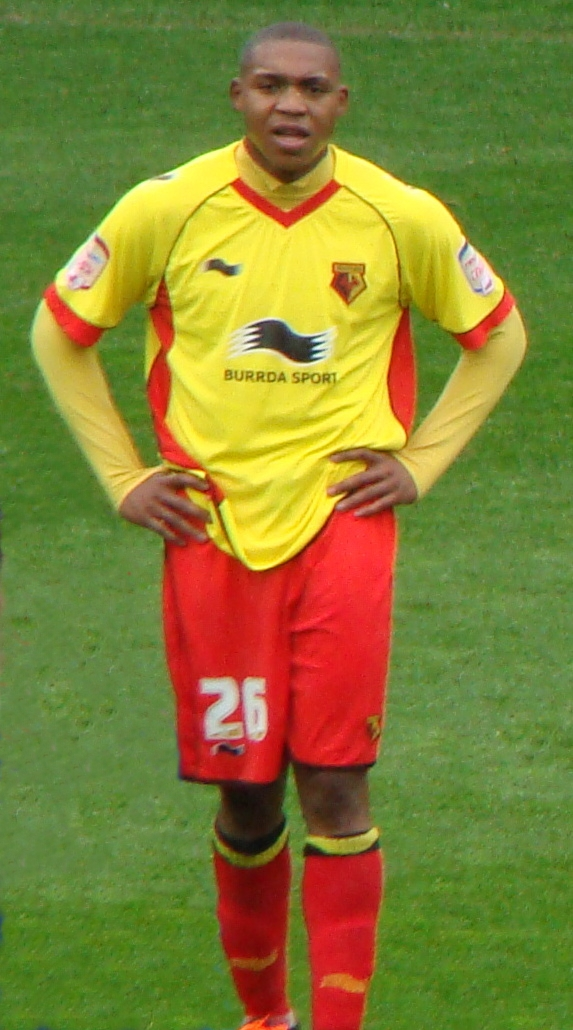
Britt Assombalonga a Watford

Britt Assombalonga a commencé sa carrière avec Watford, signant pour eux comme un jeune joueur en 2010 à l'âge de 17 ans, ayant fait son chemin via le schéma d'impact Hertswood. Lors de sa première saison complète avec l'équipe de jeunes, il a terminé le buteur de deuxième sommet, et son équipe a atteint les quarts de finale de la Coupe FA Youth. Assombalonga a également fait de nombreuses apparitions pour l'équipe réserve de Watford pendant ce temps. À la fin de la saison, Assombalonga a été récompensé pour ses performances avec un contrat professionnel d'un an à Watford, et était sur le banc pour les deux derniers matchs de l'équipe senior contre Preston North End et
Queens Park Rangers. Assombalonga a finalement fait ses débuts en équipe première le 17 mars 2012, lors d'un match nul 0-0 contre Coventry City. Cela fait de lui le 50e joueur de passer par l'Académie de Watford et puis jouer dans l'équipe première.

### Prêt à Wealdstone
Pour acquérir de l'expérience et plus jouer, Assombalonga est prêté à Wealdstone en novembre 2011, avec son jeune coéquipier de Watford Connor Smith. Le 3 décembre, il marque son premier but pour Wealdstone dans un match de championnat contre Concord Rangers.
Assombalonga prolonge son prêt d'un mois, le 4 janvier 2012.  Assombalonga retourne à Watford le 4 février 2012, après avoir marqué 11 buts en 16 matchs pour Wealdstone.

### Prêt à Braintree Town
Après avoir passé du temps à Wealdstone, Assombalonga est prêté à Braintree Town pour un contrat d'un mois à peine quelques jours après son retour à Watford; Il signe également une prolongation de contrat d'un an avec Watford le même jour.
Assombalonga fait des débuts mouvementée par un match nul 3-3 contre Lincoln City. il marque son premier but pour le club de Braintree 3-2, et a ensuite été expulsé pour un deuxième carton jaune. Assombalonga marque quatre buts de plus en quatre matchs pour Braintree après avoir purgé sa suspension d'un match, et est ensuite rappelé par Watford pour  se joindre à leur équipe senior.

### Prêt à Southend United
Au début de la saison 2012-13, Assombalonga rejoint la  League Two du côté de Southend United pour ce que le club décrit comme "un prêt initiale d'un mois". Il marque son premier but pour Southend le 25 août 2012 lors d'un match nul 3-3 contre Northampton Town, et continue à marquer cinq buts en quatre matches, dont un doublé lors d'une victoire de 3-1 contre Dagenham & Redbridge le 7 septembre. À la fin de l'emprunt d'un mois, Southend prolonge le
contrat de prêt à courir jusqu'au 3 janvier 2013.  Après s'être établi dans la première équipe, Assombalonga devient le meilleur buteur du club de la saison avec un total de 15 buts . Southend prolonge de nouveau le prêt d'Assombalonga en décembre 2012, en le gardant au club jusqu'à la
fin de la saison. Il joue  la finale du Trophée de la Ligue en 2013, par contre  Crewe Alexandra et Southend perd 2-0.

### Peterborough United
Le 31 juillet 2013, la Ligue Un côté Peterborough United brisé leur record précédent transfert de signer Assombalonga de Watford pour un contrat de quatre ans. La taxe n'a pas été divulgué, mais a été confirmé comme dépassant largement les clubs précédents montant record de £ 1,1 m. Il reçoit le maillot numéro 9. Le président
Darragh MacAnthony salue l'accord, disant qu'il était ravi, et qu'Assombalonga avait été la cible principale de transfert de Peterborough. Lors du match d'ouverture de la saison, il marque lors de ses débuts avec Peterborough contre Swindon Town pour une victoire 1-0. Il marque un penalty lors la victoire de 3-1 contre Chesterfield à Wembley en finale du Trophée de la Ligue de football 2014.
Il termine la saison avec 33 buts en 58 matchs toutes compétitions confondues.

### Nottingham Forest et aprè
Le 6 août 2014, Assombalonga rejoint Nottingham Forest pour un contrat de cinq ans pour un montant  rapporté être de 5 millions de £ qui pourrait s'élever à 8 millions de £ sur  base des
apparitions (dont Watford recevra 50% en raison de la vente sur les clauses). 
Ceci rend la signature d'enregistrement d'Assombalonga Nottingham Forest, éclipsant les frais de 4,5 millions de £ payés au Celtic pour l'attaquant Pierre van Hooijdonk en 1997.  Assombalonga  marque ses premiers buts pour Forest douze jours après la signature du contrat un doublé contre Bolton Wanderers au Stade Macron. Il   marque  ensuite deux buts lors de deux prochains matchs contre Bournemouth et lecture respectivement. Il  marque dans son premier East Midlands Derby, en ouvrant le score contre Derby County. Assombalonga marque son premier hat-trick sur la forêt le 17 septembre dans une victoire de 5-3 à domicile contre Fulham récemment relégué. Il a  marque ensuite à nouveau dans le prochain contre East Midlands Derby, en égalisant au Pride Park à la fin forest s'impose 2-1. Le 11 février 2015 lors d'une victoire de 3-0 contre, Wigan Athletic, Assombalonga subi une grave blessure au genou qui est estimé pour le garder hors du terrain pendant douze mois. Assombalonga refoule les terrains de Championship après quatorze mois d'absence, lors de la 43e journée du championnat face à Blackburn Rovers en remplaçant Robert Tesche à la 84e minute (1-1).
Le 6 août 2016, sous les ordres du nouvel entraîneur Philippe Montanier, il inscrit un doublé pour la première journée du championnat contre Burton.
Le 29 janvier 2022, il rejoint Watford FC.

### En sélection
Britt Assombalonga a fêté sa première sélection face à la Tanzanie le 27 mars 2018, lors d’un match amical.
Il est sélectionné par Florent Ibenge pour disputer la Coupe d'Afrique des nations  2019. Lors de la 3eme journée il inscrit son premier but en sélection contre le Zimbabwe.

## Palmarès

### En club
- Peterborough United
  - Vainqueur du Football League Trophy en 2014.

### Distinction personnelle
- - Membre de l'équipe-type de D3 anglaise en 2014.